# Cyberball
Cyberball is een computerspel dat werd ontwikkeld door Atari Games en werd uitgegeven door Domark Software. Het spel kwam in 1990 uit voor verschillende homecomputers.

## Platforms
| Jaar | Platform                                                         |
| ---- | ---------------------------------------------------------------- |
| 1990 | Amiga, Amstrad CPC, Atari ST, Commodore 64, DOS, Sega Mega Drive |
| 1991 | Lynx, NES                                                        |

## Ontvangst
| Beoordeeld door                | Platform     | Datum            | Score |
| ------------------------------ | ------------ | ---------------- | ----- |
| The Games Machine (GB)         | Amiga        | mei 1990         | 87%   |
| Computer and Video Games (CVG) | ZX Spectrum  | april 1990       | 84%   |
| The Games Machine (GB)         | Atari ST     | juli 1990        | 80%   |
| Amiga Computing                | Amiga        | augustus 1990    | 77%   |
| Génération 4                   | Amiga        | april 1990       | 75%   |
| Your Sinclair                  | ZX Spectrum  | mei 1990         | 70%   |
| Your Sinclair                  | ZX Spectrum  | september 1992   | 67%   |
| Sinclair User                  | ZX Spectrum  | augustus 1992    | 55%   |
| Power Play                     | Commodore 64 | 1990             | 41%   |
| The Video Game Critic          | Lynx         | 27 november 2006 | 0%    |